# Фабриціус Яніс Фріцович
Яніс (Ян) Фріцович Фабриціус  (14 (26) червня 1877 , Zlēkasd, Вентспілський край  — 24 серпня 1929 , Сочі, Північно-Кавказький край )  — червоний латвійський командир, комісар Червоної армії часів громадянської війни. Нагороджений 4 орденами Червоного Прапора. Член Центральної контрольної комісії ВКП(б) у 1927—1929 роках.

## Біографія
Народився в сім'ї латиського наймита. У 1894 році закінчив Ризьку Олександрівську гімназію.
Працював на ризькому машинобудівному заводі. Член РСДРП з 1903 року. В лютому 1904 року був заарештований і згодом засуджений до чотирьох років каторги, в 1904—1907 відбував каторгу, потім заслання. В засланні продовжував революційну діяльність, спробував втекти до США, після невдачі у 1915 році подав прохання про добровільний вступ до лав діючої армії і був зарахований в 1-й латиський батальйон. З 1916 року воював у Першій світовій війні. У листопаді 1917 року був головою Комітету Латвійського стрілецького полку, а потім до 23 січня 1918 входив до складу Бюро ВЦВК. В складі 6-го Тукумського полку охороняв Смольний. На початку 1918 полк був направлений під Псков — зупиняти наступ німецької армії, а точніше — відкривати загороджувальний вогонь по відступаючих. З грудня 1918 по лютий 1919 комісар 2-ї Новгородської стрілецької дивізії при звільненні Латвії. З 6 лютого по 12 червня 1919 військовий комісар 10-ї стрілецької дивізії. З серпня 1919 — командир загону по боротьбі з кіннотою генерала К. К. Мамонтова під час її рейду по червоних тилах. З жовтня 1919 командував 48-ю бригадою 16-ї стрілецької дивізії, що воювала проти генерала А. І. Денікіна. Під час війни з Польщею знову, як і під Псковом, розстрілював відступаючих червоноармійців. З січня 1921 по березень 1923 року — начальник і комісар 43-х Полоцьких об'єднаних курсів командного складу РСЧА. У березні 1921 року брав участь в ліквідації повстання в Кронштадті. 
Після громадянської війни — на керівній військовій роботі. З березня по жовтень 1923 року — командир 2-ї Білоруської дивізії. У жовтні 1923 — квітні 1927 року — командир 17-го Приморського стрілецького корпусу РСЧА, який дислокувався в Українському військовому окрузі. У квітні 1927 — 1928 року — командир 4-го стрілецького корпусу РСЧА. На XV з'їзді ВКП(б) обраний членом ЦКК ВКП(б). У травні 1928 — 24 серпня 1929 року — помічник командувача Кавказької Червонопрапорної армії.
24 серпня 1929 року загинув під час авіаційної катастрофи біля міста Сочі. Похований 1 вересня 1929 року в місті Тифлісі (Тбілісі).

## Нагороди
- чотири ордени Червоного Прапора (1919; 13.10.1920; 23.03.1921; 31.12.1921)
- почесна зброя